# Rabobank Women Cycling Team/Saison 2013
Dieser Artikel listet den Kader und die Erfolge des Rabobank Women Cycling Team in der Saison 2013 auf.

## Team
| Fahrer                 | Geburtsdatum     | Nationalität       |
| ---------------------- | ---------------- | ------------------ |
| Lucinda Brand          | 2. Juli 1989     | Niederlande        |
| Thalita de Jong        | 6. November 1993 | Niederlande        |
| Liesbet De Vocht       | 5. Januar 1979   | Belgien            |
| Pauline Ferrand-Prévot | 10. Februar 1992 | Frankreich         |
| Megan Guarnier         | 4. Mai 1985      | Vereinigte Staaten |
| Roxane Knetemann       | 1. April 1987    | Niederlande        |
| Jolanda Neff           | 5. Januar 1993   | Schweiz            |
| Iris Slappendel        | 18. Februar 1985 | Niederlande        |
| Sabrina Stultiens      | 8. Juli 1993     | Niederlande        |
| Rebecca Talen          | 27. Oktober 1993 | Niederlande        |
| Sanne van Paassen      | 27. Oktober 1988 | Niederlande        |
| Annemiek van Vleuten   | 8. Oktober 1982  | Niederlande        |
| Marianne Vos           | 13. Mai 1987     | Niederlande        |

## Erfolge
| Datum          | Rennen                                      | Kat. | Siegerin               |
| -------------- | ------------------------------------------- | ---- | ---------------------- |
| 7. März        | Drentse 8 van Dwingeloo                     | 1.2  | Marianne Vos           |
| 9. März        | Ronde van Drenthe                           | CDM  | Marianne Vos           |
| 31. März       | Flandern-Rundfahrt                          | CDM  | Marianne Vos           |
| 17. April      | La Flèche Wallonne Féminine                 | CDM  | Marianne Vos           |
| 26. April      | Prolog Grand Prix Elsy Jacobs               | 2.1  | Annemiek van Vleuten   |
| 28. April      | 2. Etappe Grand Prix Elsy Jacobs            | 2.1  | Marianne Vos           |
| 26.–28. April  | Gesamtwertung Grand Prix Elsy Jacobs        | 2.1  | Marianne Vos           |
| 25. Mai        | 7-Dorpenomloop Aalburg                      | 1.2  | Marianne Vos           |
| 4. Juni        | Emakumen Saria                              | 1.2  | Marianne Vos           |
| 6. Juni        | 1. Etappe Emakumeen Euskal Bira             |      | Marianne Vos           |
| 20. Juni       | Französische Meisterschaft Einzelzeitfahren | CN   | Pauline Ferrand-Prévot |
| 22. Juni       | Niederländische Meisterschaft Straßenrennen | CN   | Lucinda Brand          |
| 23. Juni       | Belgische Meisterschaft Straßenrennen       | CN   | Liesbet De Vocht       |
| 2. Juli        | 3. Etappe Giro Donne                        | 2.1  | Marianne Vos           |
| 3. Juli        | 4. Etappe Giro Donne                        | 2.1  | Marianne Vos           |
| 6. Juli        | 7. Etappe Giro Donne                        | 2.1  | Marianne Vos           |
| 17. Juli       | 3. Etappe Thüringen-Rundfahrt               | 2.1  | Annemiek van Vleuten   |
| 11. August     | Belgische Meisterschaft Einzelzeitfahren    | CN   | Liesbet De Vocht       |
| 18. August     | Open de Suède Vårgårda                      | CDM  | Marianne Vos           |
| 24. August     | 1. Etappe Trophée d’Or Féminin              | 2.2  | Marianne Vos           |
| 25. August     | 2. Etappe Trophée d’Or Féminin              | 2.2  | Marianne Vos           |
| 26. August     | 4. Etappe Trophée d’Or Féminin              | 2.2  | Marianne Vos           |
| 28. August     | 6. Etappe Trophée d’Or Féminin              | 2.2  | Annemiek van Vleuten   |
| 24.–28. August | Gesamtwertung Trophée d’Or Féminin          | 2.2  | Marianne Vos           |
| 31. August     | Grand Prix de Plouay-Bretagne               | CDM  | Marianne Vos           |
| 11. September  | Prolog Giro della Toscana                   | 2.HC | Marianne Vos           |
| 13. September  | 2. Etappe Giro della Toscana                | 2.HC | Marianne Vos           |
| 14. September  | 3. Etappe Giro della Toscana                | 2HC  | Marianne Vos           |